# 奇异美丽海葵
奇异美丽海葵（学名：Calliactis miriam）为链索海葵科美丽海葵属的动物。分布于澳大利亚、托里斯海峡以及南海西沙群岛、香港等。